# Buchanania amboinensis
Buchanania amboinensis är en sumakväxtart som beskrevs av Friedrich Anton Wilhelm Miquel. Buchanania amboinensis ingår i släktet Buchanania och familjen sumakväxter. Inga underarter finns listade i Catalogue of Life.